# Eric Papilaya
Eric Papilaya (Vöcklabruck, 9 giugno 1978) è un cantante austriaco.
Ha partecipato all'Eurovision Song Contest 2007 come rappresentante dell'Austria, presentando il brano Get A Life - Get Alive.